# Walberton
Walberton är en ort och civil parish i Storbritannien.   Den ligger i grevskapet West Sussex och riksdelen England, i den södra delen av landet, 80 km söder om huvudstaden London. Walberton ligger 15 meter över havet och antalet invånare är 1 778.
Terrängen runt Walberton är huvudsakligen platt, men norrut är den kuperad.  Närmaste större samhälle är Worthing, 17,4 km öster om Walberton. 